# Shiroi Hana
Singles de ZONE
Akashi
(2002) True Blue / Renren...
(2003)
Shiroi Hana est le 8e single major du groupe ZONE sous le label Sony Music Records et le 9e en tout, sorti le 27 novembre 2002 au Japon. Il arrive 3e à l'Oricon et reste classé 13 semaines pour un total de 77 000 exemplaires vendus dans cette période. Il sort en format CD et format 2CD édition limitée. Le 2eCD contient des extraits des pistes de l'album O accompagnées des commentaires des membres. Il est sorti le même jour que l'album O.
Shiroi Hana se trouve sur l'album N, sur la compilation E ~Complete A side Singles~ et sur l'album en hommage au groupe ZONE Tribute ~Kimi ga Kureta Mono~; tandis que Kuusou to Genjitsu no Yoake se trouve sur la compilation Ura E ~Complete B side Melodies~.

## Liste des titres
| 1. | Shiroi Hana (白い花)                                             | Machida Norihiko (町田紀彦) | Machida Norihiko (町田紀彦) | 4:51 |
| 2. | Kuusou to Genjitsu no Yoake (空想と現実の夜明け)                 | Sen Sora (千空)             | Miki Watanabe (渡辺未来)    | 3:23 |
| 3. | Shiroi Hana (backing track) (白い花)                             | Machida Norihiko (町田紀彦) | Machida Norihiko (町田紀彦) | 4:51 |
| 4. | Kuusou to Genjitsu no Yoake (backing track) (空想と現実の夜明け) | Sen Sora (千空)             | Miki Watanabe (渡辺未来)    | 3:19 |

| 1.  | Opening Comment <ZONE Members Zenin> (オープニングコメント <ZONEメンバー全員>)                              | 1:15 |
| 2.  | Salary Man Kaisetsu Comment <TAKAYO, MAIKO> (さらりーまん 解説コメント)                                     | 1:07 |
| 3.  | Salary Man (さらりーまん)                                                                                   | 0:30 |
| 4.  | Yume no Kakera... (Album Version) Kaisetsu Comment <MIZUHO> (夢ノカケラ・・・ (Album Version) 解説コメント) | 0:57 |
| 5.  | Yume no Kakera... (Album Version) (夢ノカケラ・・・ (Album Version))                                        | 0:30 |
| 6.  | confidentially Kaisetsu Comment <MIYU>                                                                      | 0:24 |
| 7.  | confidentially                                                                                              | 0:30 |
| 8.  | For Tomorrow Kaisetsu Comment <TAKAYO>                                                                      | 0:45 |
| 9.  | For Tomorrow                                                                                                | 0:31 |
| 10. | Sae Zuri | 0:30 |
| 11. | Sae Zuri Kaisetsu Comment <MAIKO>                                                                           | 0:27 |
| 12. | Ashiato Kaisetsu Comment <MIZUHO, MIYU> (足跡 解説コメント)                                                 | 1:01 |
| 13. | Ashiato (足跡)                                                                                              | 0:31 |
| 14. | +.-.×.÷ Kaisetsu Comment <TAKAYO>                                                                           | 0:37 |
| 15. | +.-.×.÷ | 0:31 |
| 16. | Hitoshizuku (一雫)                                                                                          | 0:30 |
| 17. | Hitoshizuku Kaisetsu Comment <MAIKO> (一雫 解説コメント)                                                    | 0:32 |
| 18. | GO! Kaisetsu Comment <MIZUHO>                                                                               | 0:46 |
| 19. | GO! | 0:30 |
| 20. | Akashi Kaisetsu Comment 1 <MIYU> (証 解説コメント)                                                          | 0:44 |
| 21. | Akashi (証)                                                                                                 | 0:31 |
| 22. | Akashi Kaisetsu Comment 2 <MIYU> (証 解説コメント)                                                          | 0:28 |
| 23. | Ending Comment <ZONE Members Zenin> (エンディングコメント <ZONEメンバー全員>)                               | 0:08 |